# 沒骨氣
《沒骨氣》（日语：／ memeshikute */?；或譯為《娘娘的》）是日本樂團Golden Bomber的第7張單曲，於2009年10月21日由Zany Zap發行，及後在第11張單曲時以《沒骨氣/想睡》（日语：女々しくて/眠たくて）名義在2011年8月24日由Zany Zap再度發行。

## 概要
單曲收錄了《所謂的帥英文》、《你不在的時候》以及各首歌的卡拉OK版本，分為CD、CD+DVD和CD+DVD（現場表演PV），總共三個版本。2011年6月29日，金爆宣佈在8月24日將樂團代表曲《沒骨氣》與House食品的提神飲料Megashaki（メガシャキ）的廣告歌《想睡》以雙A面的形式發行。單曲分為初回限定版A、初回限定版B和通常盤，其中初回限定版A包含《沒骨氣 -K-POP版-》PV、《沒骨氣 -K-POP版-》PV製作特輯、《想睡》CM喜矢武和歌廣場版本和現場表演影像LIVE@C.C.Lemon HALL Vol.1（《Let's go KY》（レッツゴーKY）、《擁抱黑暗》（抱きしめてシュヴァルツ）、《我還沒拿到你的電話號碼》、《心理創傷陪酒女》（トラウマキャバ嬢）、《ultra PHANTOM》），初回限定版B則包含《沒骨氣》The History LIVE PV、《想睡》CM鬼龍院和樽美酒版本、《想睡》CM製作特輯和現場表演影像LIVE@C.C.Lemon HALL Vol.2（我的追求、《毒蜘蛛女（萌燃編）》（毒グモ女（萌え燃え編））、《The V系歌》（†ザ・V系っぽい曲†）、《Life is all right》（らふぃおら）、《耳機》（イヤホン），而通常盤則包含了《想睡》CM製作特輯（嘗試制作了）和現場表演影像《沒骨氣》LIVE@C.C.Lemon HALL。

## 宣傳
金爆在《Music Station》、《新堂本兄弟》、《MUSIC JAPAN》、《SMAPXSMAP》、《我們的音樂 Our Music》、《嵐的大挑戰》均演唱過此單曲。與此同時，單曲亦成為金爆與前田敦子合作，由SoftBank Moblie推出的白戶家CM的廣告歌，並且在任天堂與JOYSOUND合作的Wii 卡拉OK U的廣告中由西川貴教演唱。另外，在富士電視台電視劇《鴨去京都》中，金爆則以廣播體操的形式演唱了單曲。

## 反應
單曲獲虎魚組、平井堅、Little Glee Monster和Maximum The Hormone翻唱。單曲同時亦被改編成VOCALOID 2版本，由初音未來、鏡音鈴、鏡音連、巡音流歌、Gumi、神威GACKPO和VY2一同合唱。仙台貨物甚至改編了此單曲作為自己的出道作單曲亦被GILLE改編成英語版本。AKB48成員渡邊麻友則將單曲列為2012年年度搖滾歌曲第3位，而HKT48成員指原莉乃也表示喜愛此單曲。

## 成績
單曲在iTunes Store2012年度歌曲下載榜，單曲位列第11位，而Oricon週榜則最高第4位。金爆亦憑此單曲獲得2013年日本唱片大獎特別獎。同年，單曲獲得了JASRAC獎金獎，也獲選為2013年忘年會卡拉OK中最能炒熱氣氛的歌曲。單曲亦以連續49週的成績打破AKB48憑《無限重播》在卡拉OK榜連續48週第一的紀錄，成為歷代第一。2012年，金爆憑單曲首次獲邀參加NHK紅白歌合戰，及後連續三屆入選紅白時亦同樣選唱此單曲。

## 外部連結
- YouTube上的GOLDEN BOMBER「女々しくて」FULL PV【ゴールデンボンバー】（公式）